# شتاير دايملر بوخ
شتاير ديملر - بوتش (تُلفظ بالألمانية: [ˈʃtaɪɐ ˈdaɪmlɐ ˈpʊx]) كبير تكتل صناعي كبير مقره في شتاير، النمسا، الذي تم تفكيكه حتى في مراحل بين عامي 1987 و2001. استمرت الأجزاء والعمليات المكونة في ملكية منفصلة وأسماء جديدة.

## التاريخ

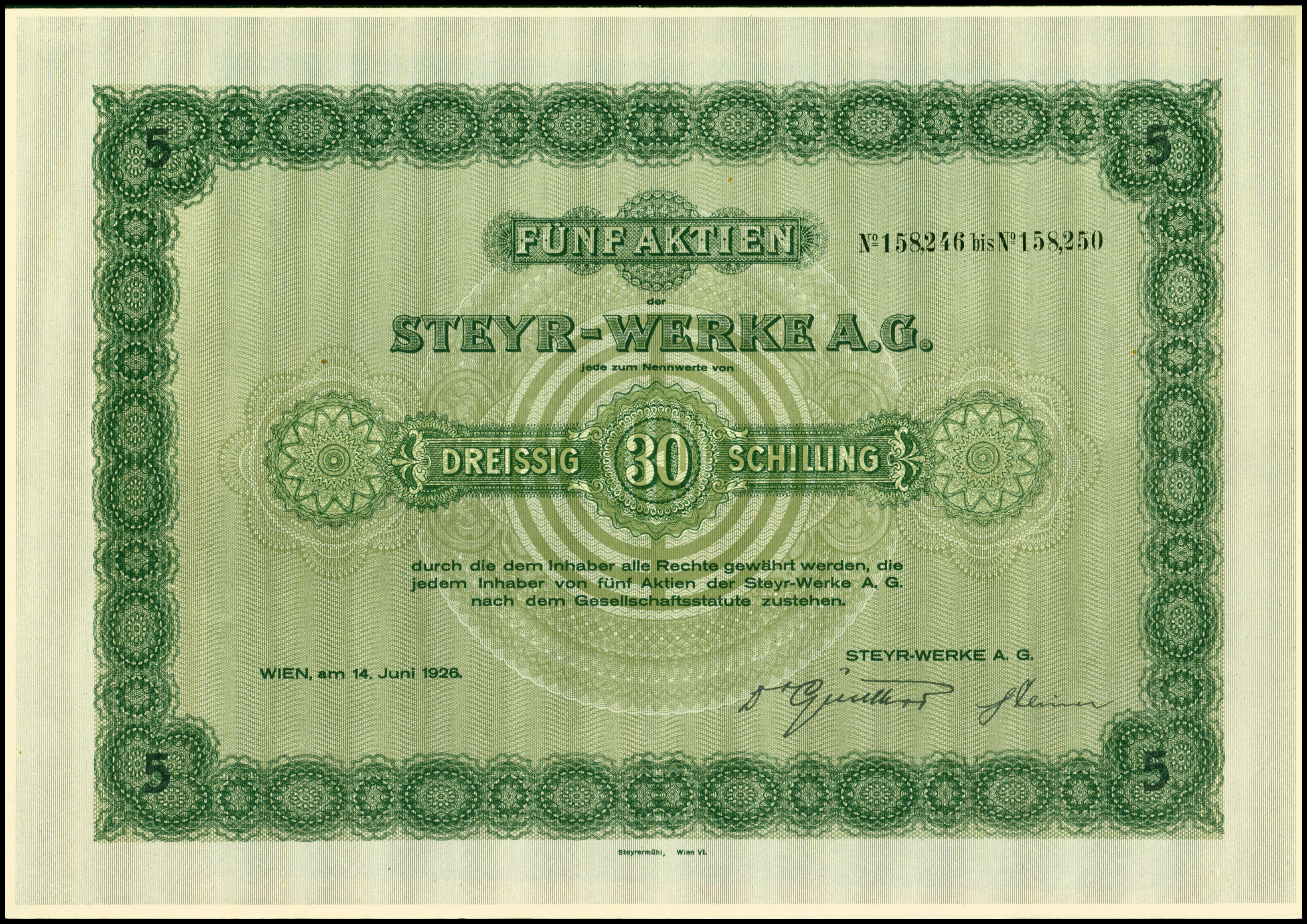
حصة شركة شتاير دايملر بوخ صادرة 14. يونيو 1926

تأسست الشركة، المعروفة في البداية باسم Josef und Franz Werndl and Company في عام 1864 كشركة مصنعة للبنادق. نمت بسرعة خلال الحرب العالمية الأولى، وفي نهاية المطاف ضمت 14000 موظف. بدأت الشركة في إنتاج الدراجات عام 1894، وسيارات شتاير بعد عام 1918. في سبتمبر 1917، قامالشركة بتوظيف هانز ليدوينكا أحد مهندسي السيارات العظماء في القرن العشرين، ولكن بعد ذلك غير معروف نسبيًا، إلى منصب "Chefkonstrukteur"، ليقود إنشاء أعمال تصنيع السيارات الخاصة بهم  أول سيارة للشركة زودت بمحرك من ست أسطوانات من النوع الثاني "12/40" ظهرت عام 1920.

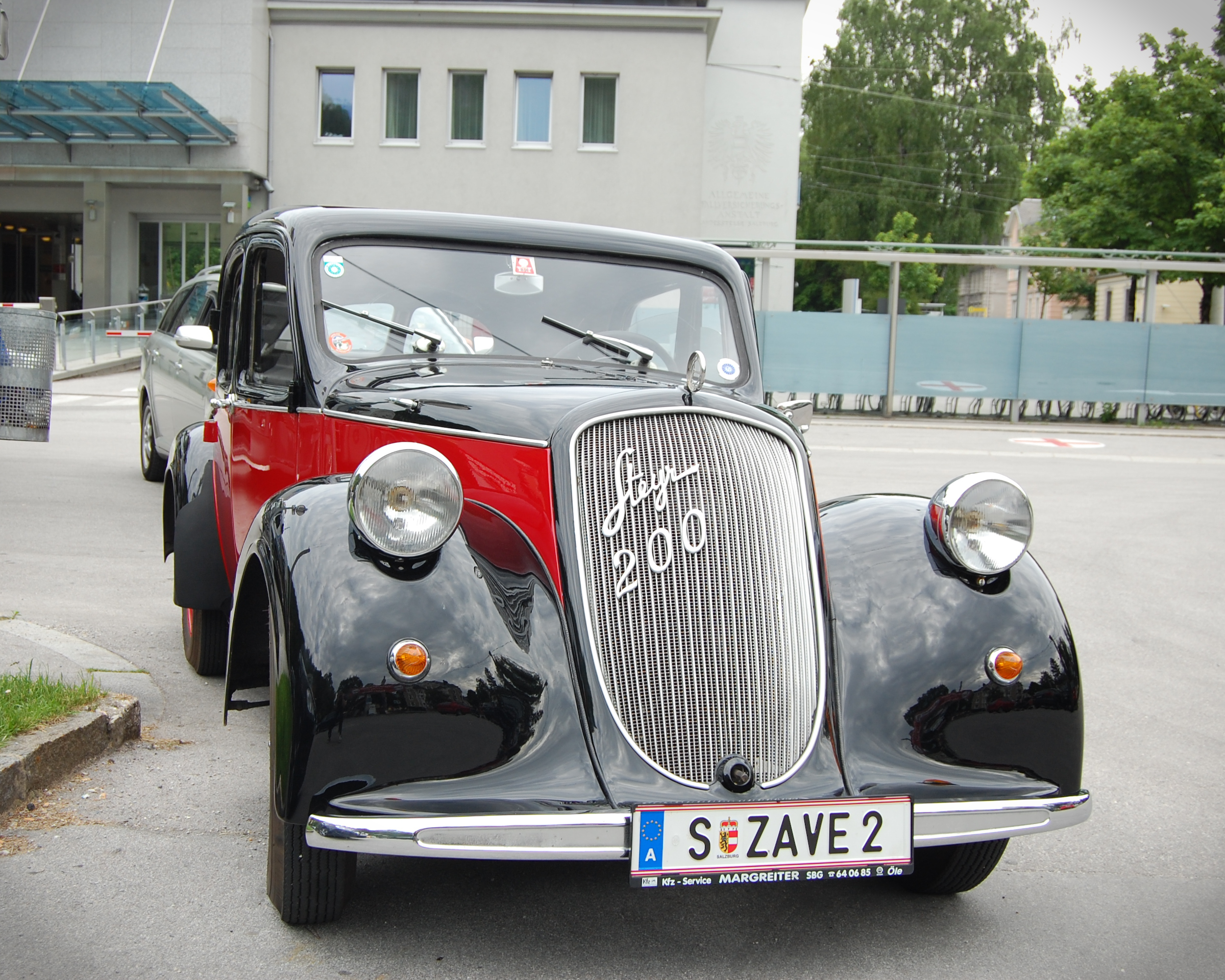
شتاير 200

غيرت الشركة اسمها إلى Steyr-Werke AG في عام 1926. في عام 1934، اندمجت شتاير مع أوسترو-ديملر -بوخ لتشكيل أوسترو-ديملر -بوخ. تتألف المجموعة التي تم إنتاجها في هذه السنوات بشكل أساسي من تصميمات حديثة للغاية.
خلال الحرب العالمية الثانية، عندما كانت النمسا جزءًا من الرايخ الثالث، أصبح الجنرال دايركتور جورج ميندل من واحدًا من أوائل الصناعيين الألمان الذين اقترحوا استخدام السخرة من معسكرات الاعتقال لتعزيز القوى العاملة في الشركة. تمت الموافقة على الطلب ونقل السجناء بواسطة قطار حراسة من مجمع معسكر اعتقال ماوتهاوزن. في وقت لاحق، في 5 يناير 1942، كتب ميندلرسالة إلى إرنست كالتينبرونر يوصي ببناء معسكر سجن «صناعي» جديد لإيواء السجناء بالقرب من مجمع مصنع شتاير، موضحا كيف سيقلل هذا من الوقت وفقدان السجناء أثناء العبور من وإلى العمل مع تقليل تكاليف الأمن والنقل. تمت الموافقة على ذلك وتم استخدام السجناء لبناء المرافق (ملاجئ القنابل، وما إلى ذلك)، ومكان التصنيع. لم تكن هذه الممارسة حتى الآن شائعة في الشركات الألمانية الكبرى الأخرى، على الرغم من أن شركات أخرى حذت حذوها بما في ذلك مرسيدس بنز ومان. صنعت السيارة للاستخدام العسكري، بما في ذلك سيارة شتاير RSO بحرك L V8 صممه فرديناند بورش، الذي عمل لدى الشركة في ذلك الوقت. وشمل الإنتاج وقت الحرب هناك أيضًا الأسلحة الصغيرة والبنادق الهجومية والمدافع الرشاشة ومحركات الطائرات.

## المركبات العسكرية

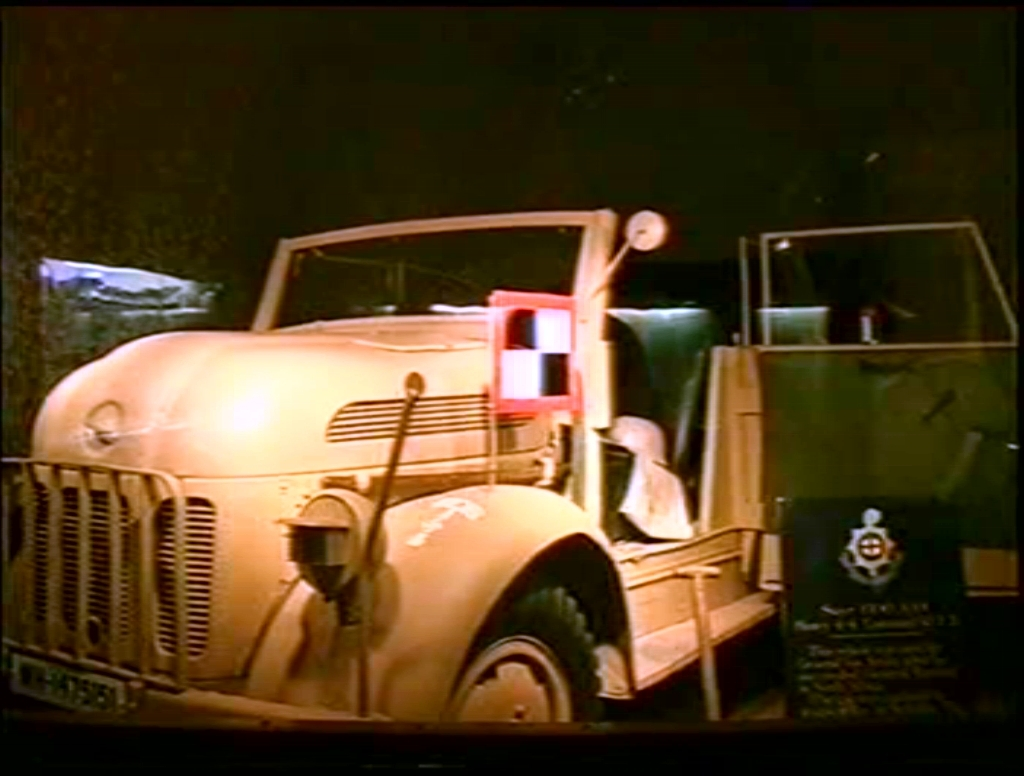
سيارة موظفي الجنرال فون أرنيم في إيستبورن ريدوبت

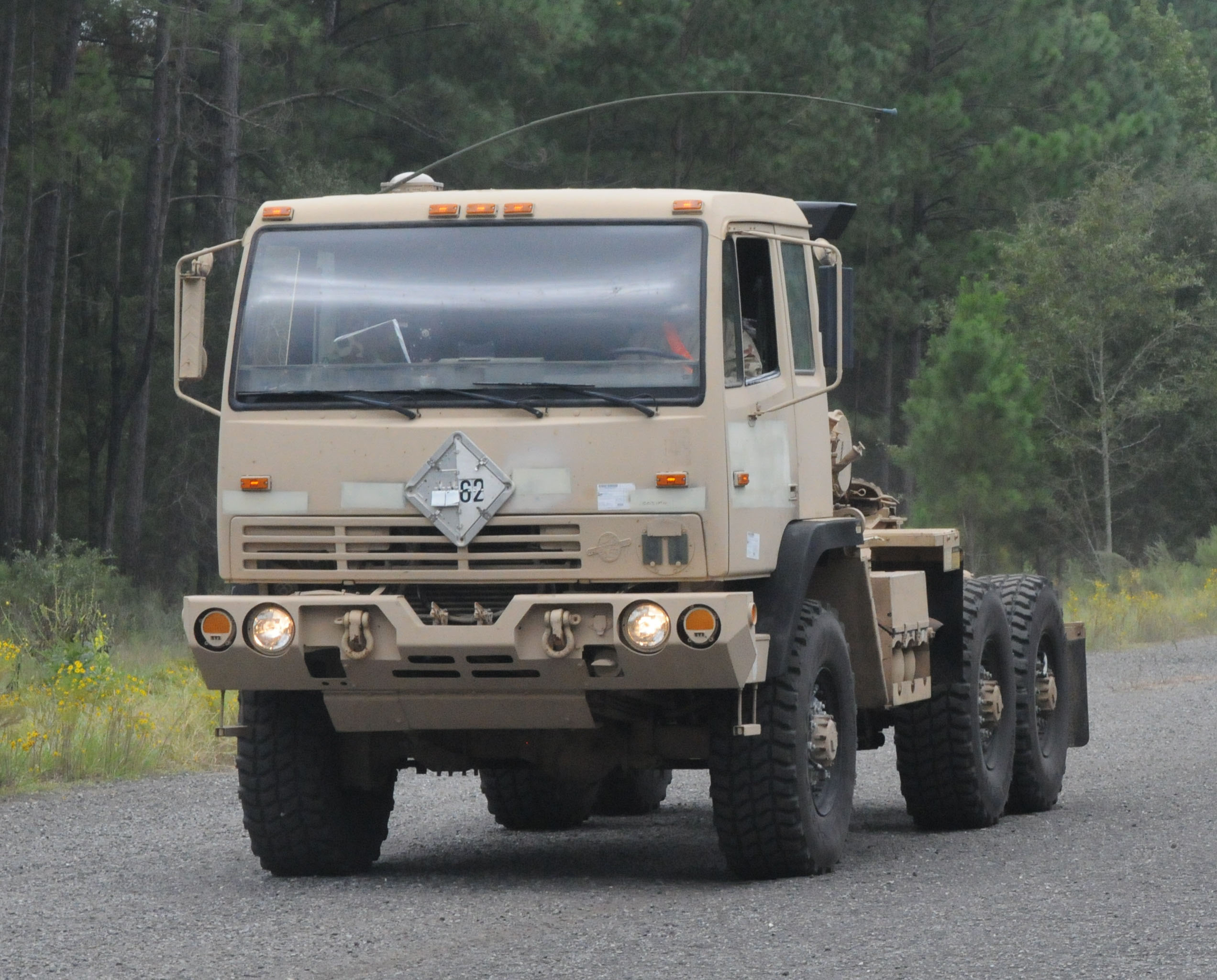
شاحنة الجيش الأمريكي BAE FMTV على أساس شتاير 12M18